# Comté de Barber
Pour les articles homonymes, voir Barber.
Le comté de Barber est l’un des 105 comtés de l’État du Kansas, aux États-Unis, à la frontière avec l’Oklahoma. Fondé le 26 février 1867, il a été nommé en hommage à Thomas W. Barber, assassiné lors de troubles politiques à Lawrence en 1855.
Siège et plus grande ville : Medicine Lodge.

## Anecdote
Le comté a été fondé de manière erronée sous le nom de « comté de Barbour », erreur rectifiée en 1883.

## Géolocalisation
| Comté de Kiowa            | Comté de Pratt  | Comté de Kingman           |
| Comté de Comanche         | Comté de Barber | Comté de Harper            |
| Comté de Woods (Oklahoma) |                 | Comté d'Alfalfa (Oklahoma) |